# Barbaira
Barbaira  est une commune française située dans le nord du département de l'Aude en région Occitanie.
Sur le plan historique et culturel, la commune fait partie du massif des Corbières, un chaos calcaire formant la transition entre le Massif central et les Pyrénées. Exposée à un climat méditerranéen, elle est drainée par l'Aude, la Bretonne, le ruisseau de Mayrac et par divers autres petits cours d'eau. La commune possède un patrimoine naturel remarquable : un site Natura 2000 (les « Corbières occidentales ») et deux zones naturelles d'intérêt écologique, faunistique et floristique.
Barbaira est une commune rurale qui compte 787 habitants en 2022, après avoir connu une forte hausse de la population depuis 1975. Elle fait partie de l'aire d'attraction de Carcassonne. Ses habitants sont appelés les Barbairanais ou  Barbairanaises.
Le patrimoine architectural de la commune comprend deux immeubles protégés au titre des monuments historiques : l'église Saint-Julien, inscrite en 1948, et le château de Miramont, inscrit en 1926.

## Géographie

### Localisation
Barbaira est une commune de l'aire urbaine de Carcassonne située dans les Corbières au pied de la montagne d'Alaric. Elle se trouve sur la D 6113 (ancienne route nationale 113), à 15 km à l'est de Carcassonne, et à 21 km à l'ouest de Lézignan-Corbières.

### Communes limitrophes
Les communes limitrophes sont  Capendu, Floure, Marseillette, Trèbes et Val-de-Dagne.
|        | Trèbes       | Marseillette |
| Floure | Barbaira     | Capendu      |
|        | Val-de-Dagne |              |

Le territoire de Monze n'est qu'à 50 mètres, au sud-ouest.

### Géologie et relief
Barbaira se situe en zone de sismicité 2 (sismicité faible).

### Hydrographie
La commune est dans la région hydrographique « Côtiers méditerranéens », au sein du bassin hydrographique Rhône-Méditerranée-Corse. Elle est drainée par l'Aude, la Bretonne, le ruisseau de Mayrac, le ruisseau de la Garrigue, le ruisseau de la Pellière, le ruisseau de la Tuilerie, le ruisseau de Miramont, le ruisseau de Tale et le ruisseau du Bois, constituant un réseau hydrographique de 12 km de longueur totale,.
L'Aude, d'une longueur totale de 223,59 km, prend sa source dans la commune des Les Angles et s'écoule du sud vers le nord. Il traverse la commune et se jette dans le golfe du Lion à Fleury, après avoir traversé 73 communes.
La Bretonne, d'une longueur totale de 14,6 km, prend sa source dans la commune de Val-de-Dagne et s'écoule vers l'ouest puis se réoriente au nord-est. Elle traverse la commune et se jette dans l'Aude sur le territoire communal, après avoir traversé 4 communes.

### Climat
Pour des articles plus généraux, voir Climat de l'Occitanie et Climat de l'Aude.
En 2010, le climat de la commune est de type climat méditerranéen franc, selon une étude s'appuyant sur une série de données couvrant la période 1971-2000. En 2020, Météo-France publie une typologie des climats de la France métropolitaine dans laquelle la commune est dans une zone de transition entre le climat océanique altéré et le climat méditerranéen et est dans la région climatique Provence, Languedoc-Roussillon, caractérisée par une pluviométrie faible en été, un très bon ensoleillement (2 600 h/an), un été chaud (21,5 °C), un air très sec en été, sec en toutes saisons, des vents forts (fréquence de 40 à 50 % de vents > 5 m/s) et peu de brouillards.
Pour la période 1971-2000, la température annuelle moyenne est de 14,8 °C, avec  une amplitude thermique annuelle de 16,3 °C. Le cumul annuel moyen de précipitations est de 677 mm, avec 8,3 jours de précipitations en janvier et 3,7 jours en juillet. Pour la période 1991-2020 la température moyenne annuelle observée sur la station météorologique la plus proche, située sur la commune d'Arquettes-en-Val à 9 km à vol d'oiseau, est de 14,3 °C et le cumul annuel moyen de précipitations est de 820,2 mm,. Pour l'avenir, les paramètres climatiques de la commune estimés pour 2050 selon différents scénarios d’émission de gaz à effet de serre sont consultables sur un site dédié publié par Météo-France en novembre 2022.

### Milieux naturels et biodiversité

#### Réseau Natura 2000

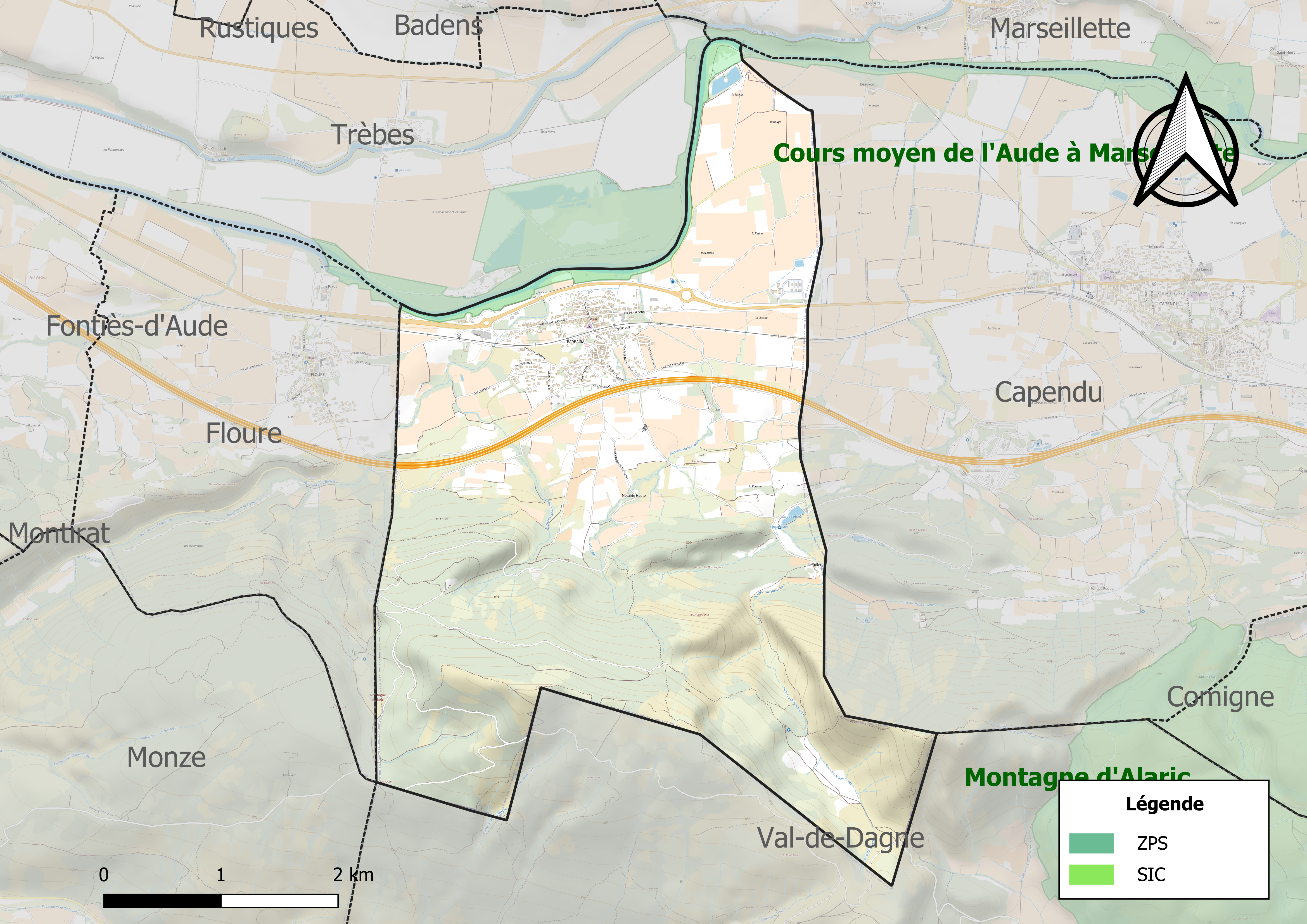
Sites Natura 2000 sur le territoire communal.

Le réseau Natura 2000 est un réseau écologique européen de sites naturels d'intérêt écologique élaboré à partir des directives habitats et oiseaux, constitué de zones spéciales de conservation (ZSC) et de zones de protection spéciale (ZPS).
Un site Natura 2000 a été défini sur la commune au titre  de la directive oiseaux : les « corbières occidentales », d'une superficie de 22 912 ha, présentant des milieux propices à la nidification des espèces rupicoles : des couples d'Aigles royaux occupent partagent l'espace avec des espèces aussi significatives que le Faucon pèlerin, le Grand-duc d'Europe ou le Circaète Jean-le-Blanc.

#### Zones naturelles d'intérêt écologique, faunistique et floristique
L’inventaire des zones naturelles d'intérêt écologique, faunistique et floristique (ZNIEFF) a pour objectif de réaliser une couverture des zones les plus intéressantes sur le plan écologique, essentiellement dans la perspective d’améliorer la connaissance du patrimoine naturel national et de fournir aux différents décideurs un outil d’aide à la prise en compte de l’environnement dans l’aménagement du territoire.
Une ZNIEFF de type 1 est recensée sur la commune :
le « cours moyen de l'Aude à Marseillette » (237 ha), couvrant 7 communes du département et une ZNIEFF de type 2, : 
le « massif d'Alaric » (8 316 ha), couvrant 15 communes du département.

Carte des ZNIEFF de type 1 et 2 à Barbaira.
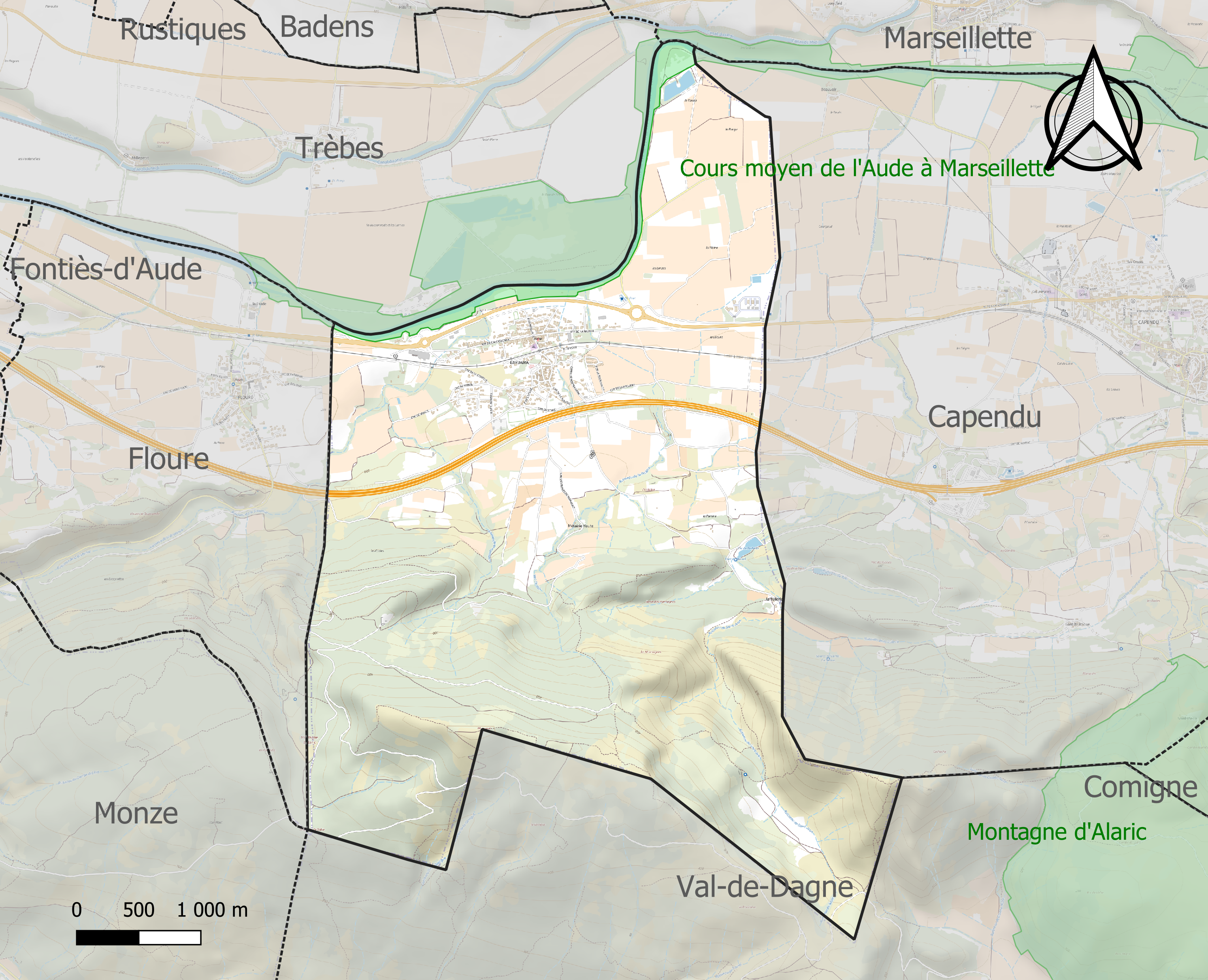
Carte de la ZNIEFF de type 1 sur la commune.
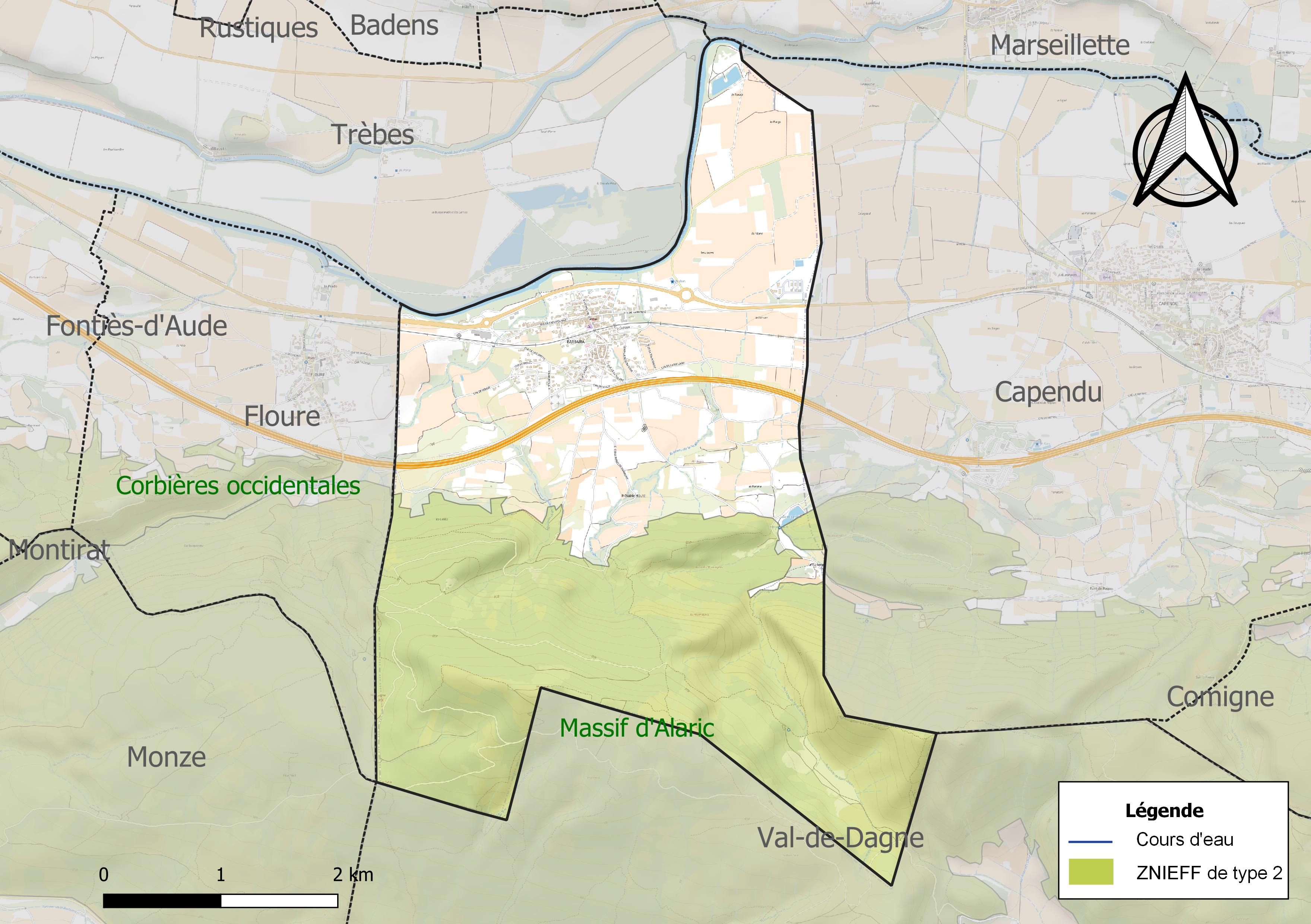
Carte de la ZNIEFF de type 2 sur la commune.

## Urbanisme

### Typologie
Au 1er janvier 2024, Barbaira est catégorisée bourg rural, selon la nouvelle grille communale de densité à 7 niveaux définie par l'Insee en 2022.
Elle est située hors unité urbaine. Par ailleurs la commune fait partie de l'aire d'attraction de Carcassonne, dont elle est une commune de la couronne,. Cette aire, qui regroupe 115 communes, est catégorisée dans les aires de 50 000 à moins de 200 000 habitants,.

### Occupation des sols
L'occupation des sols de la commune, telle qu'elle ressort de la base de données européenne d’occupation biophysique des sols Corine Land Cover (CLC), est marquée par l'importance des forêts et milieux semi-naturels (50 % en 2018), une proportion identique à celle de 1990 (50 %). La répartition détaillée en 2018 est la suivante : 
cultures permanentes (39,6 %), forêts (27,5 %), milieux à végétation arbustive et/ou herbacée (22,5 %), zones agricoles hétérogènes (6,4 %), zones urbanisées (4 %). L'évolution de l’occupation des sols de la commune et de ses infrastructures peut être observée sur les différentes représentations cartographiques du territoire : la carte de Cassini (XVIIIe siècle), la carte d'état-major (1820-1866) et les cartes ou photos aériennes de l'IGN pour la période actuelle (1950 à aujourd'hui).

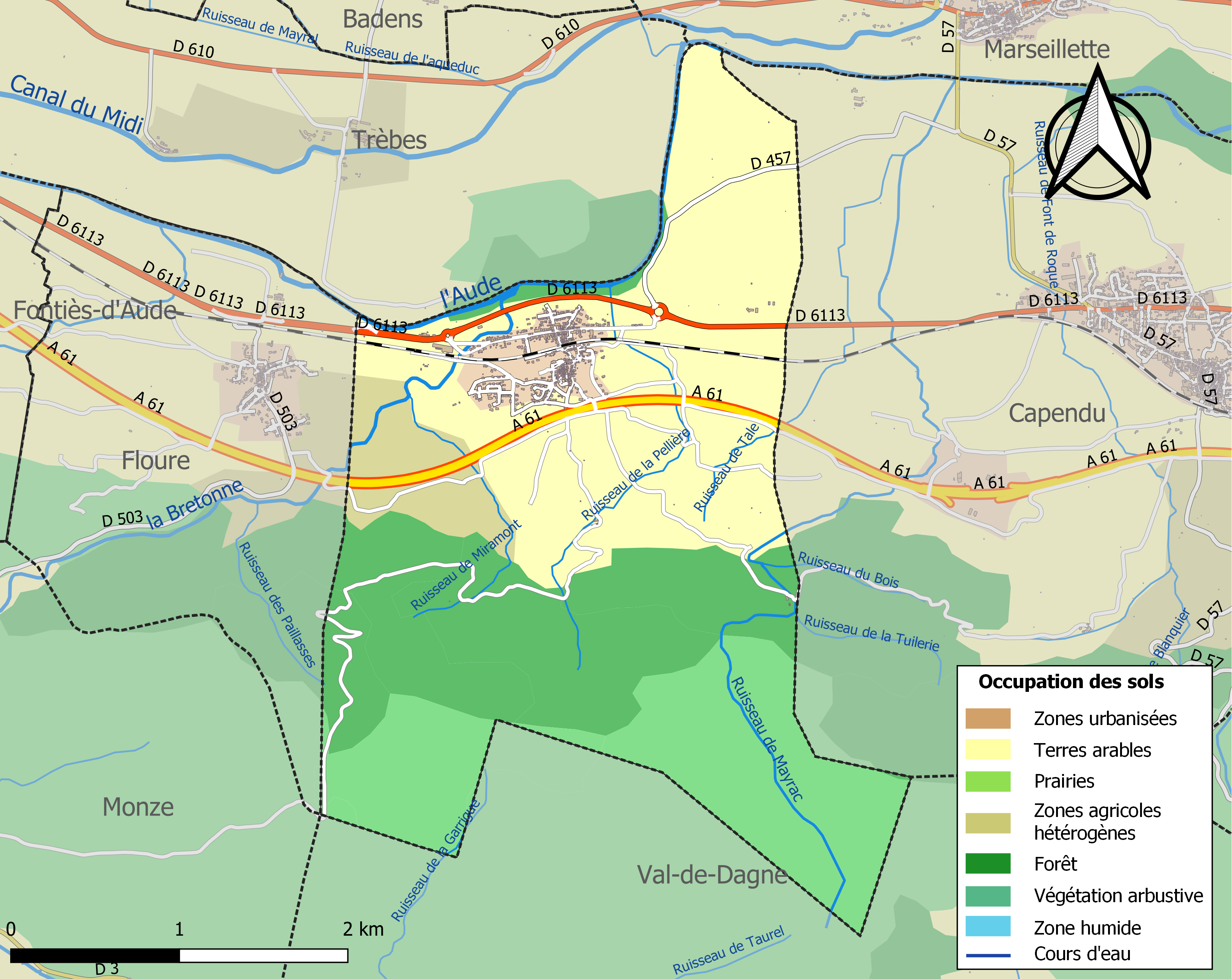
Carte des infrastructures et de l'occupation des sols de la commune en 2018 (CLC).

### Risques majeurs
Le territoire de la commune de Barbaira est vulnérable à différents aléas naturels : météorologiques (tempête, orage, neige, grand froid, canicule ou sécheresse), inondations, feux de forêts et séisme (sismicité faible). Il est également exposé à deux risques technologiques,  le transport de matières dangereuses et la rupture d'un barrage. Un site publié par le BRGM permet d'évaluer simplement et rapidement les risques d'un bien localisé soit par son adresse soit par le numéro de sa parcelle.

#### Risques naturels
Certaines parties du territoire communal sont susceptibles d’être affectées par le risque d’inondation par débordement de cours d'eau, notamment la Bretonne et l'Aude. La commune a été reconnue en état de catastrophe naturelle au titre des dommages causés par les inondations et coulées de boue survenues en 1982, 1992, 1996, 1999, 2005, 2009 et 2018,.

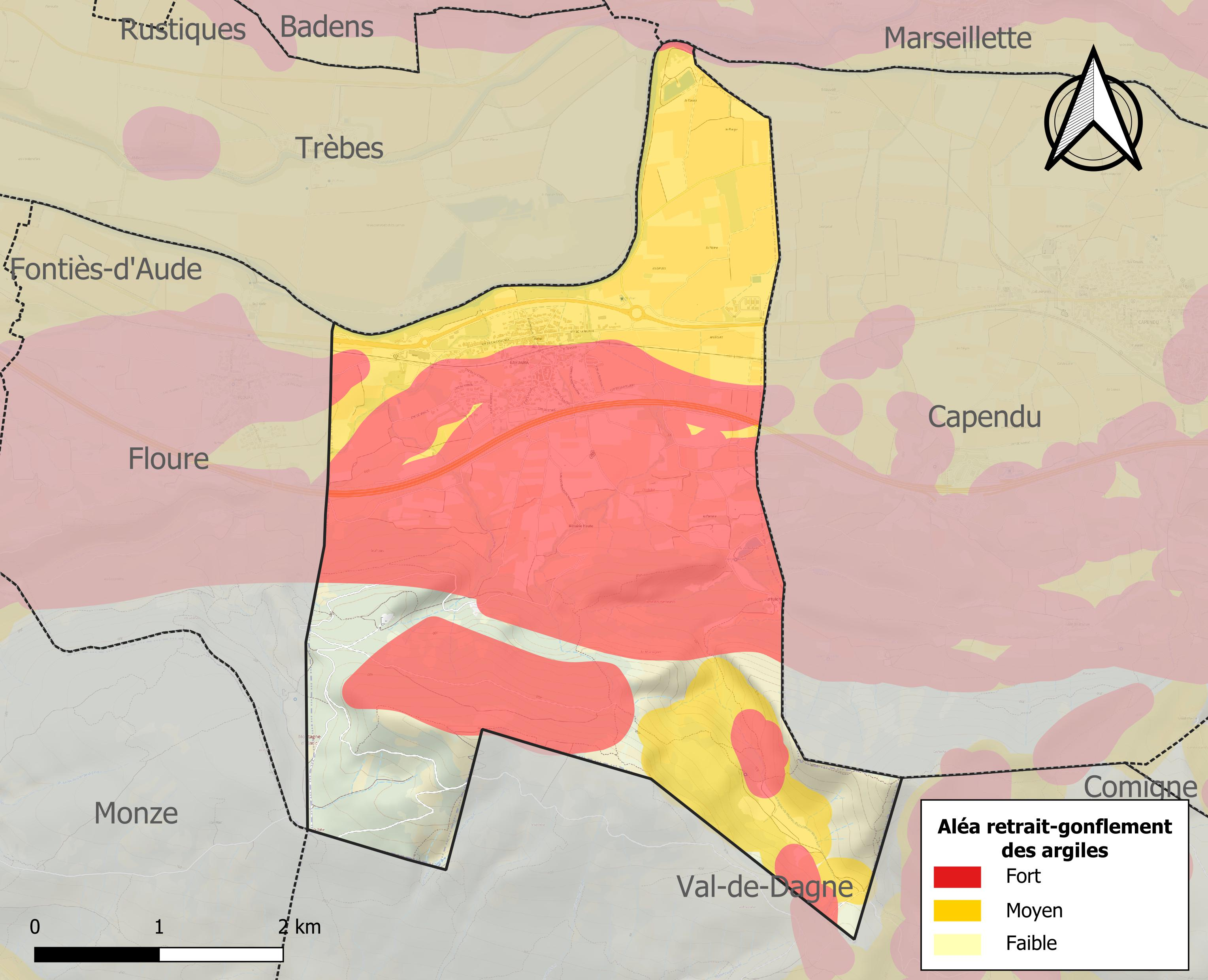
Carte des zones d'aléa retrait-gonflement des sols argileux de Barbaira.

Le retrait-gonflement des sols argileux est susceptible d'engendrer des dommages importants aux bâtiments en cas d’alternance de périodes de sécheresse et de pluie. 82,4 % de la superficie communale est en aléa moyen ou fort (75,2 % au niveau départemental et 48,5 % au niveau national). Sur les 381 bâtiments dénombrés sur la commune en 2019, 381 sont en aléa moyen ou fort, soit 100 %, à comparer aux 94 % au niveau départemental et 54 % au niveau national. Une cartographie de l'exposition du territoire national au retrait gonflement des sols argileux est disponible sur le site du BRGM,.

#### Risques technologiques
Le risque de transport de matières dangereuses sur la commune est lié à sa traversée par une route à fort trafic et une ligne de chemin de fer. Un accident se produisant sur de telles infrastructures est en effet susceptible d’avoir des effets graves au bâti ou aux personnes jusqu’à 350 m, selon la nature du matériau transporté. Des dispositions d’urbanisme peuvent être préconisées en conséquence.
La commune est en outre située en aval des barrages de Matemale et de Puyvalador, deux ouvrages de classe A, situés dans le département des Pyrénées-Orientales. À ce titre elle est susceptible d’être touchée par l’onde de submersion consécutive à la rupture d'un de ces ouvrages.

## Toponymie
En latin, Barbayrano ou Barbairano (1374).

## Histoire
Barbaira appartenait à la province romaine de la Narbonnaise créée en 118 av. J.-C. Des vestiges de constructions ont été retrouvés sur les coteaux qui dominent le village. La Via Aquitania, voie romaine permettant de rejoindre Toulouse et Bordeaux à partir de Narbonne, passe par le village. Une borne milliaire dédiée à l'empereur Tétricus Junior prouve que cette région a été au IIIe siècle sous la domination des empereurs dissidents gaulois.
Le premier texte faisant mention de Barbaira date de 1081. Il s'agit d'un accord entre Béranger Raimond, comte de Barcelone et son frère.
Au XIe siècle, le bourg était fortifié. Les remparts situés au nord-ouest, nord et nord-est dominant la plaine, constituaient la défense extérieure.
En 1374, Nicolas de Lectis et sa femme Yolande de Capendu, seigneur et dame de la baronnie de Capendu, obtiennent de Louis Ier d'Anjou, lieutenant du roi en Languedoc, que Capendu et la terre adjacente de Barbaira relèvent du droit écrit de la sénéchaussée de Carcassonne et non plus de la coutume de la vicomté de Paris. Le roi Charles VI confirme ce fait en 1382.

## Politique et administration

### Découpage territorial
La commune de Barbaira est membre de l'intercommunalité Carcassonne Agglo, un établissement public de coopération intercommunale (EPCI) à fiscalité propre créé le 21 décembre 2012 dont le siège est à Carcassonne. Ce dernier est par ailleurs membre d'autres groupements intercommunaux.
Sur le plan administratif, elle est rattachée à l'arrondissement de Carcassonne, au département de l'Aude, en tant que circonscription administrative de l'État, et à la région Occitanie.
Sur le plan électoral, elle dépend du canton de la Montagne d'Alaric pour l'élection des conseillers départementaux, depuis le redécoupage cantonal de 2014 entré en vigueur en 2015, et de la première circonscription de l'Aude  pour les élections législatives, depuis le redécoupage électoral de 1986.

### Liste des maires
| Période                                  | Période   | Identité        | Étiquette | Qualité |
| ---------------------------------------- | --------- | --------------- | --------- | ------- |
| mars 2014                                | 2020      | Jacques Fabre   |           |         |
| juin 1995                                | mars 2014 | Robert Amouroux | PS        |         |
| Les données manquantes sont à compléter. |           |                 |           |         |

## Démographie
L'évolution du nombre d'habitants est connue à travers les recensements de la population effectués dans la commune depuis 1793. Pour les communes de moins de 10 000 habitants, une enquête de recensement portant sur toute la population est réalisée tous les cinq ans, les populations de référence des années intermédiaires étant quant à elles estimées par interpolation ou extrapolation. Pour la commune, le premier recensement exhaustif entrant dans le cadre du nouveau dispositif a été réalisé en 2004.

En 2022, la commune comptait 787 habitants, en évolution de +6,93 % par rapport à 2016 (Aude : +2,65 %, France hors Mayotte : +2,11 %).
| 1793 | 1800 | 1806 | 1821 | 1831 | 1836 | 1841 | 1846 | 1851 |
| ---- | ---- | ---- | ---- | ---- | ---- | ---- | ---- | ---- |
| 318  | 348  | 360  | 383  | 405  | 401  | 379  | 383  | 405  |

| 1856 | 1861 | 1866 | 1872 | 1876 | 1881 | 1886 | 1891 | 1896 |
| ---- | ---- | ---- | ---- | ---- | ---- | ---- | ---- | ---- |
| 468  | 442  | 457  | 488  | 548  | 578  | 623  | 583  | 566  |

| 1901 | 1906 | 1911 | 1921 | 1926 | 1931 | 1936 | 1946 | 1954 |
| ---- | ---- | ---- | ---- | ---- | ---- | ---- | ---- | ---- |
| 594  | 578  | 583  | 650  | 647  | 695  | 677  | 558  | 561  |

| 1962 | 1968 | 1975 | 1982 | 1990 | 1999 | 2004 | 2006 | 2009 |
| ---- | ---- | ---- | ---- | ---- | ---- | ---- | ---- | ---- |
| 510  | 512  | 503  | 473  | 474  | 523  | 583  | 613  | 721  |

| 2014 | 2019 | 2022 | - | - | - | - | - | - |
| ---- | ---- | ---- | - | - | - | - | - | - |
| 731  | 777  | 787  | - | - | - | - | - | - |

## Enseignement
Une école primaire publique accueille 87 élèves.
Le collège le plus proche est à Capendu.

## Économie

### Revenus
En 2018  (données Insee publiées en septembre 2021), la commune compte 310 ménages fiscaux, regroupant 752 personnes. La médiane du revenu disponible par unité de consommation est de 18 840 € (19 240 € dans le département).

### Emploi
| Division       | 2008   | 2013   | 2018   |
| -------------- | ------ | ------ | ------ |
| Commune        | 10,8 % | 10,4 % | 11,5 % |
| Département    | 10,2 % | 12,8 % | 12,6 % |
| France entière | 8,3 %  | 10 %   | 10 %   |

En 2018, la population âgée de 15 à 64 ans s'élève à 426 personnes, parmi lesquelles on compte 77,2 % d'actifs (65,7 % ayant un emploi et 11,5 % de chômeurs) et 22,8 % d'inactifs,. En  2018, le taux de chômage communal (au sens du recensement) des 15-64 ans est inférieur à celui du département, mais supérieur à celui de la France, alors qu'en 2008 il était supérieur à celui du département.
La commune fait partie de la couronne de l'aire d'attraction de Carcassonne, du fait qu'au moins 15 % des actifs travaillent dans le pôle,. Elle compte 101 emplois en 2018, contre 109 en 2013 et 98 en 2008. Le nombre d'actifs ayant un emploi résidant dans la commune est de 284, soit un indicateur de concentration d'emploi de 35,8 % et un taux d'activité parmi les 15 ans ou plus de 56,7 %.
Sur ces 284 actifs de 15 ans ou plus ayant un emploi, 52 travaillent dans la commune, soit 18 % des habitants. Pour se rendre au travail, 87,5 % des habitants utilisent un véhicule personnel ou de fonction à quatre roues, 1,7 % les transports en commun, 7,9 % s'y rendent en deux-roues, à vélo ou à pied et 2,8 % n'ont pas besoin de transport (travail au domicile).

### Activités hors agriculture

#### Secteurs d'activités
41 établissements sont implantés  à Barbaira au 31 décembre 2019. Le tableau ci-dessous en détaille le nombre par secteur d'activité et compare les ratios avec ceux du département,.
| Secteur d'activité                                                                                        | Commune | Commune | Département |
| Secteur d'activité                                                                                        | Nombre  | %       | %           |
| --- | ------- | ------- | ----------- |
| Ensemble                                                                                                  | 41      |         |             |
| Industrie manufacturière, industries extractives et autres                                                | 4       | 9,8 %   | (8,8 %)     |
| Construction                                                                                              | 9       | 22 %    | (14 %)      |
| Commerce de gros et de détail, transports, hébergement et restauration                                    | 11      | 26,8 %  | (32,3 %)    |
| Activités immobilières                                                                                    | 1       | 2,4 %   | (5,2 %)     |
| Activités spécialisées, scientifiques et techniques et activités de services administratifs et de soutien | 10      | 24,4 %  | (13,3 %)    |
| Administration publique, enseignement, santé humaine et action sociale                                    | 1       | 2,4 %   | (13,2 %)    |
| Autres activités de services                                                                              | 5       | 12,2 %  | (8,8 %)     |

Le secteur du commerce de gros et de détail, des transports, de l'hébergement et de la restauration est prépondérant sur la commune puisqu'il représente 26,8 % du nombre total d'établissements de la commune (11 sur les 41 entreprises implantées  à Barbaira), contre 32,3 % au niveau départemental.

#### Entreprises
L' entreprise ayant son siège social sur le territoire communal qui génère le plus de chiffre d'affaires en 2020 est : 
- SARL Gil Taxi, transports de voyageurs par taxis (100 k€).

#### Industrie
- Station de compression du réseau de gaz naturel TIGF[43].

### Agriculture
La commune fait partie de la petite région agricole dénommée « Région viticole ». En 2010, l'orientation technico-économique de l'agriculture  sur la commune est la viticulture (appellation et autre).
|                                   | 1988 | 2000 | 2010 |
| --------------------------------- | ---- | ---- | ---- |
| Exploitations                     | 64   | 35   | 25   |
| Superficie agricole utilisée (ha) | 500  | 286  | 393  |

Le nombre d'exploitations agricoles en activité et ayant leur siège dans la commune est passé de 64 lors du recensement agricole de 1988 à 35 en 2000 puis à 25 en 2010, soit une baisse de 61 % en 22 ans. Le même mouvement est observé à l'échelle du département qui a perdu pendant cette période 52 % de ses exploitations. La surface agricole utilisée sur la commune a également diminué, passant de 500 ha en 1988 à 393 ha en 2010. Parallèlement la surface agricole utilisée moyenne par exploitation a augmenté, passant de 8 à 16 ha.

#### Viticulture
La commune a sur son territoire les appellations qualitatives suivantes : Vin de pays des Coteaux de Miramont, vignoble de la Montagne d'Alaric qui fait partie du vignoble des Corbières

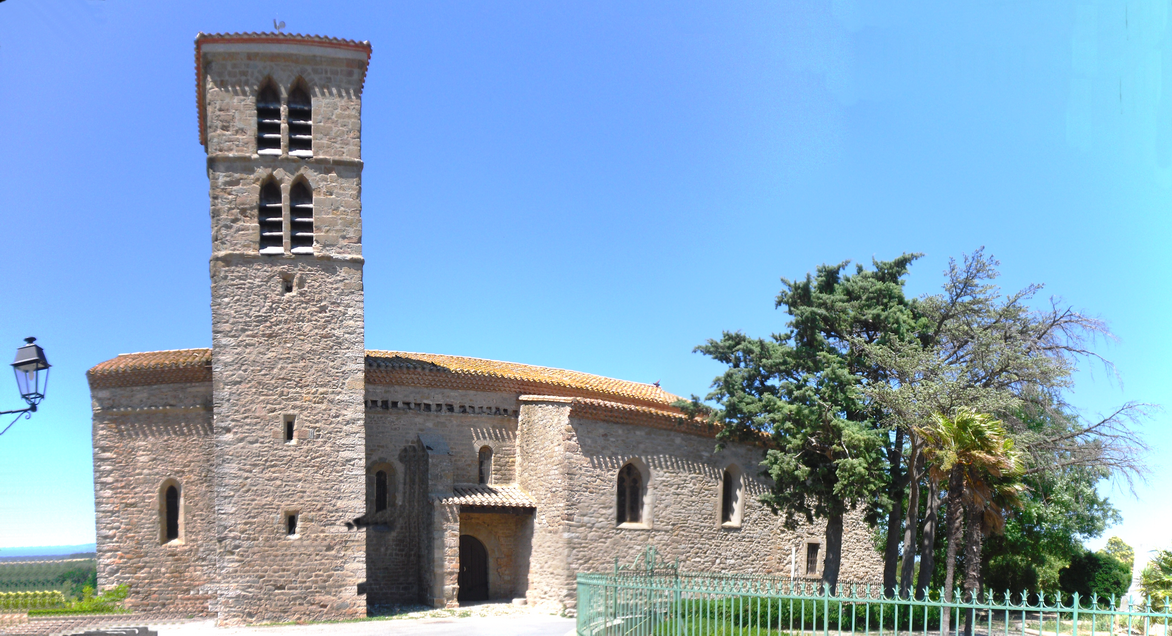
Église Saint-Julien.

## Culture locale et patrimoine

### Lieux et monuments

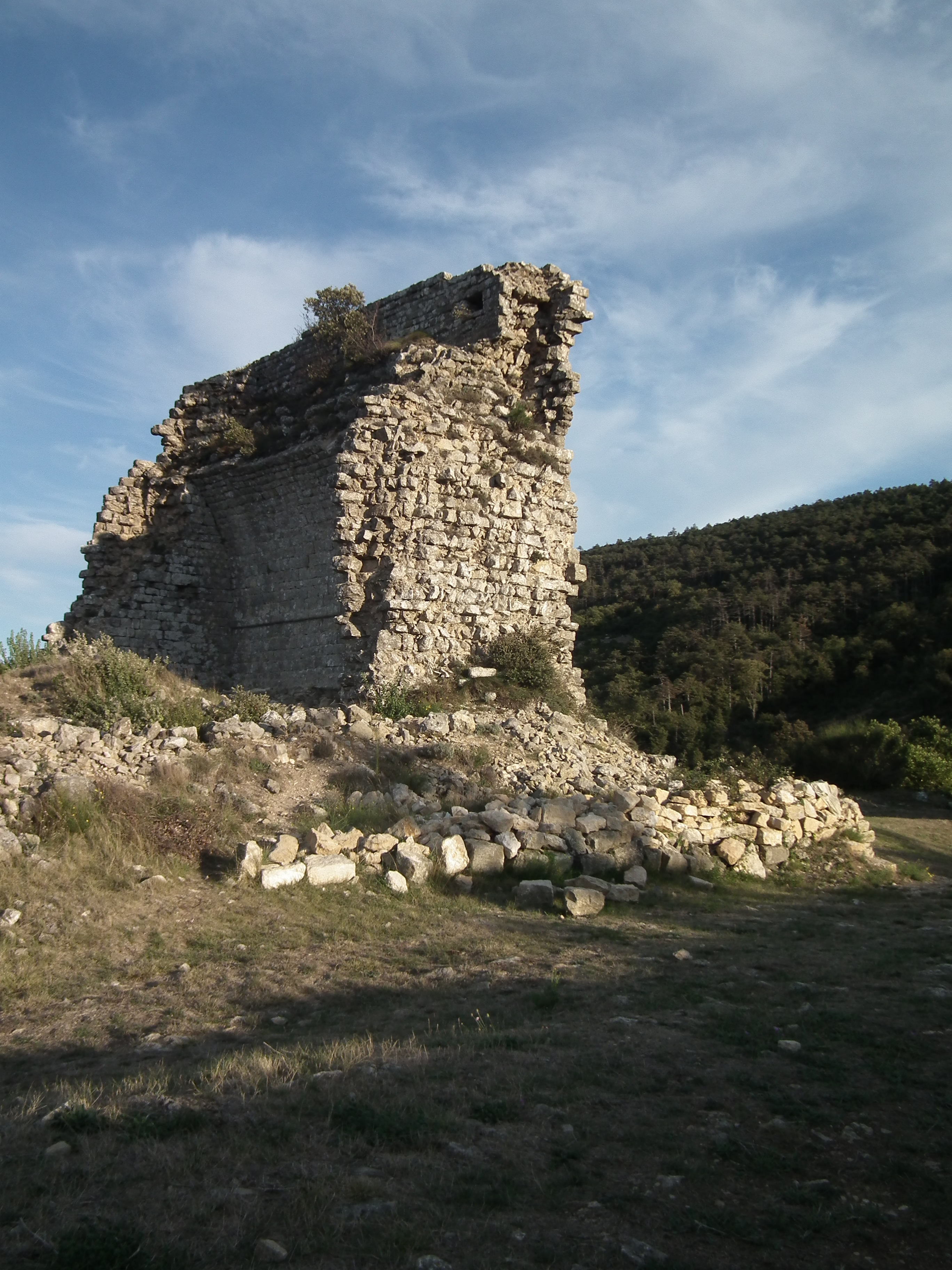
Ruines du château de Miramont à Barbaira.

La borne milliaire de Tétricus trouvée à Barbaira au bord de la D 6113, sur le trajet de l'ancienne Via Aquitania, est conservée et exposée dans la salle lapidaire du château de Carcassonne.
- Château de Miramont
- Église Saint-Julien de Barbaira. Le Clocher, la première chapelle Sud, la deuxième chapelle Nord, les fonts baptismaux, l'élévation et les voûtes ont été inscrits au titre des monuments historiques en 1948[48].
- Le lieu-dit : "le Fort" est inscrit au titre des sites naturels depuis 1942[49].

## Personnes liées à la commune
- Chabert de Barbeira : Seigneur de Puilaurens et de Quéribus.

### Héraldique
| Blason de Barbaira | Blason  | D'azur au chevron d'or. |
| Blason de Barbaira | Détails |                         |